# غاريسا
غاريسا (بالإنجليزية: Garissa) هي مدينة من مدن كينيا. يبلغ عدد سكانها 119696 نسمة وذلك حسب إحصائيات سنة 2009. تقع على خط عرض -0.45694 وخط طول 39.65833.

## المناخ
يظهر الجدول التالي التغييرات المناخية على مدار السنة لغاريسا:
| البيانات المناخية لـغاريسا                                                                      | البيانات المناخية لـغاريسا | البيانات المناخية لـغاريسا | البيانات المناخية لـغاريسا | البيانات المناخية لـغاريسا | البيانات المناخية لـغاريسا | البيانات المناخية لـغاريسا | البيانات المناخية لـغاريسا | البيانات المناخية لـغاريسا | البيانات المناخية لـغاريسا | البيانات المناخية لـغاريسا | البيانات المناخية لـغاريسا | البيانات المناخية لـغاريسا | البيانات المناخية لـغاريسا |
| الشهر                                                                                           | يناير                      | فبراير                     | مارس                       | أبريل                      | مايو                       | يونيو                      | يوليو                      | أغسطس                      | سبتمبر                     | أكتوبر                     | نوفمبر                     | ديسمبر                     | المعدل السنوي              |
| ----------------------------------------------------------------------------------------------- | -------------------------- | -------------------------- | -------------------------- | -------------------------- | -------------------------- | -------------------------- | -------------------------- | -------------------------- | -------------------------- | -------------------------- | -------------------------- | -------------------------- | -------------------------- |
| الدرجة القصوى °م (°ف)                                                                           | 43.2 (109.8)               | 41.0 (105.8)               | 40.0 (104.0)               | 40.0 (104.0)               | 38.2 (100.8)               | 36.5 (97.7)                | 37.5 (99.5)                | 37.7 (99.9)                | 39.0 (102.2)               | 39.0 (102.2)               | 38.4 (101.1)               | 38.0 (100.4)               | 43.2 (109.8)               |
| متوسط درجة الحرارة الكبرى °م (°ف)                                                               | 36.7 (98.1)                | 37.8 (100.0)               | 38.3 (100.9)               | 37.0 (98.6)                | 35.8 (96.4)                | 34.1 (93.4)                | 33.6 (92.5)                | 33.8 (92.8)                | 35.1 (95.2)                | 36.3 (97.3)                | 36.2 (97.2)                | 35.4 (95.7)                | 35.8 (96.5)                |
| المتوسط اليومي °م (°ف)                                                                          | 29.7 (85.5)                | 30.6 (87.1)                | 31.4 (88.5)                | 30.7 (87.3)                | 29.6 (85.3)                | 27.9 (82.2)                | 27.4 (81.3)                | 27.6 (81.7)                | 28.4 (83.1)                | 29.7 (85.5)                | 29.9 (85.8)                | 29.2 (84.6)                | 29.3 (84.8)                |
| متوسط درجة الحرارة الصغرى °م (°ف)                                                               | 22.6 (72.7)                | 23.3 (73.9)                | 24.4 (75.9)                | 24.5 (76.1)                | 23.3 (73.9)                | 21.8 (71.2)                | 21.2 (70.2)                | 21.3 (70.3)                | 21.7 (71.1)                | 23.1 (73.6)                | 23.6 (74.5)                | 23.0 (73.4)                | 22.8 (73.1)                |
| أدنى درجة حرارة °م (°ف)                                                                         | 18.6 (65.5)                | 17.2 (63.0)                | 17.5 (63.5)                | 18.7 (65.7)                | 16.6 (61.9)                | 17.5 (63.5)                | 15.0 (59.0)                | 15.0 (59.0)                | 16.4 (61.5)                | 17.2 (63.0)                | 18.6 (65.5)                | 17.5 (63.5)                | 15.0 (59.0)                |
| الهطول مم (إنش)                                                                                 | 11.9 (0.47)                | 5.5 (0.22)                 | 48.6 (1.91)                | 89.7 (3.53)                | 15.5 (0.61)                | 5.2 (0.20)                 | 3.4 (0.13)                 | 6.6 (0.26)                 | 8.4 (0.33)                 | 30.0 (1.18)                | 96.9 (3.81)                | 51.9 (2.04)                | 373.6 (14.71)              |
| متوسط أيام هطول الأمطار (≥ 1.0 mm)                                                              | 2                          | 3                          | 4                          | 5                          | 2                          | 0                          | 0                          | 2                          | 2                          | 3                          | 4                          | 2                          | 29                         |
| متوسط الرطوبة النسبية (%)                                                                       | 56                         | 54                         | 56                         | 59                         | 56                         | 54                         | 55                         | 55                         | 53                         | 54                         | 59                         | 62                         | 56                         |
| ساعات سطوع الشمس الشهرية                                                                        | 251.1                      | 235.2                      | 263.5                      | 273.0                      | 282.1                      | 255.0                      | 254.2                      | 257.3                      | 270.0                      | 279.0                      | 252.0                      | 241.8                      | 3٬114٫2                    |
| ساعات سطوع الشمس اليومية                                                                        | 8.1                        | 8.4                        | 8.5                        | 9.1                        | 9.1                        | 8.5                        | 8.2                        | 8.3                        | 9.0                        | 9.0                        | 8.4                        | 7.8                        | 8.5                        |
| المصدر #1: NOAA                                                                                 |                            |                            |                            |                            |                            |                            |                            |                            |                            |                            |                            |                            |                            |
| المصدر #2: الأرصاد الجوية الألمانية (humidity, 1961–1990), Meteo Climat (record highs and lows) |                            |                            |                            |                            |                            |                            |                            |                            |                            |                            |                            |                            |                            |